# 1623 Vivian
1623 Vivian è un asteroide della fascia principale. Scoperto nel 1948, presenta un'orbita caratterizzata da un semiasse maggiore pari a 3,1360804 UA e da un'eccentricità di 0,1645617, inclinata di 2,48823° rispetto all'eclittica.
L'asteroide è dedicato a Vivian Hirst, figlia dell'astronomo sudafricano William Parkinson Hirst.